# Peter Bowler
Peter J. Bowler, né en 1944, est un historien irlandais de la biologie, professeur d'histoire des sciences à l'Université Queen's de Belfast. Il est surtout connu en France pour sa biographie de Charles Darwin, traduite en 1995.
Ses travaux revisitent les implications idéologiques, politiques et sociales du darwinisme. Il a publiquement pris position contre le créationnisme.

## Ouvrages
- Fossils and Progress. Paleontology and the Idea of Progressive Evolution in the Nineteenth Century, New York, Science History Publications, 1976.
- The Eclipse of Darwinism: Anti-Darwinian Evolution Theories in the Decades around 1900, Baltimore, Johns Hopkins University Press, 1983.
- Evolution: The History of an idea, Berkeley, University of California Press, 1984 (édition revue et corrigée : 2003).
- Theory of Human Evolution: A Century of Debates, 1844-1944, Baltimore, Johns Hopkins University Press, 1986.
- The Non-Darwinian Revolution: Reinterpreting a Historical Myth, Baltimore, Johns Hopkins University Press, 1988.
- The Mendelian Revolution: The Emergence of Hereditarian Concepts in Modern Science and Society, Londres, Athone Press, 1989.
- The Invention of Progress. The Victorians and the Past, Oxford, Basil Blackwell, 1989.
- Darwin, the Man and his Influence (1990), traduction française : Paris, Flammarion, 1995.
- Life’s splendid drama: evolutionary biology and the reconstruction of life’s ancestry, 1860–1940, Chicago, 1996.
- Reconciling science and religion: the debate in early twentieth-century Britain, Chicago, 2001.